# Wassermühle Karoxbostel

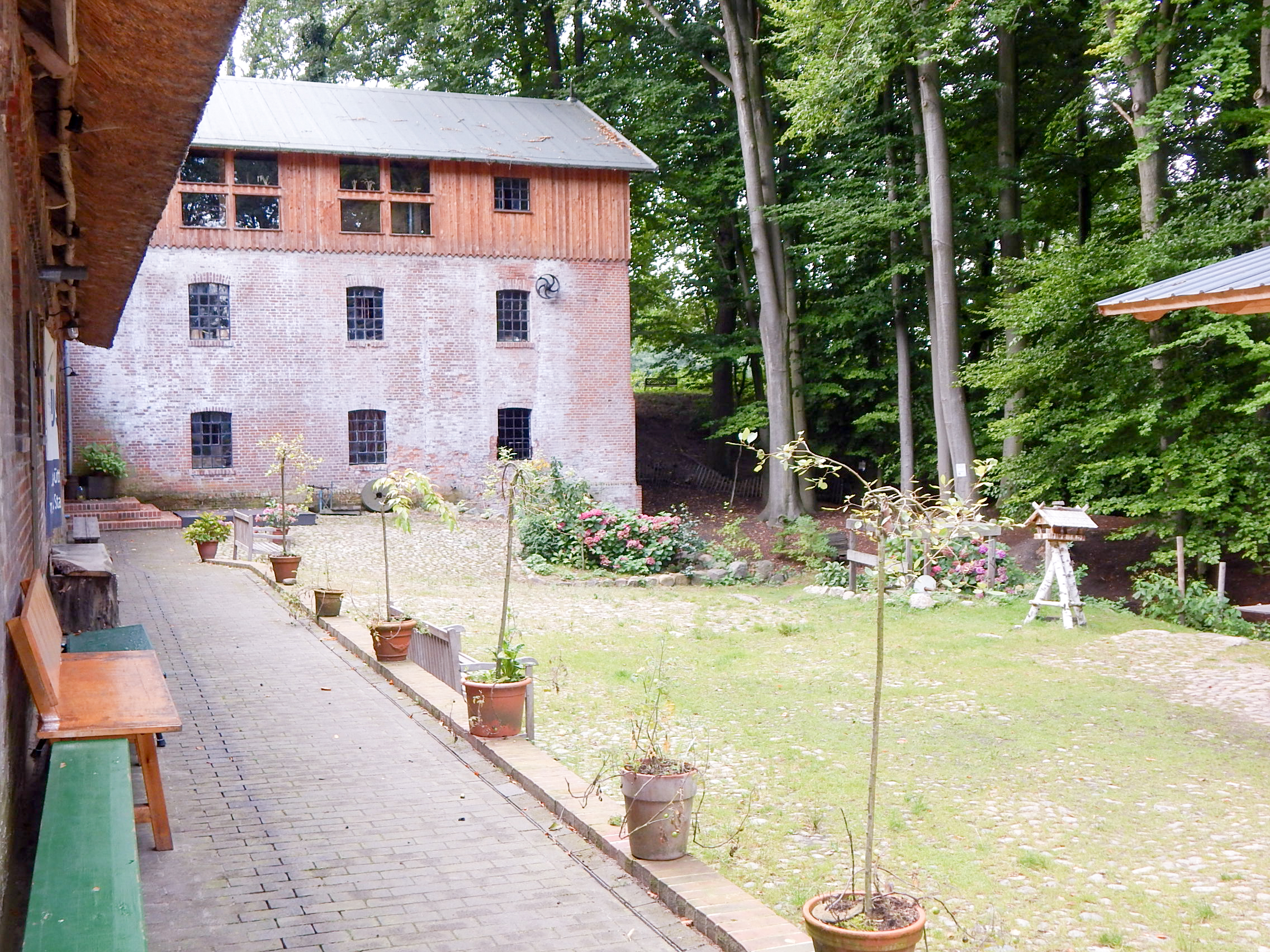
Das 1893 erbaute Mühlengebäude der Wassermühle Karoxbostel (2017)

Die Wassermühle Karoxbostel ist eine Wassermühle in Karoxbostel in Niedersachsen, die an dieser Stelle bereits im Mittelalter entstanden ist. Heute ist das Mühlengebäude von 1893 Teil eines denkmalgeschützten Gesamtensembles mit Wohn- und Wirtschaftsgebäuden. Von 2012 bis 2015 restaurierten die Mitglieder eines zu diesem Zweck gegründeten Vereins das stark verfallene Anwesen.

## Beschreibung

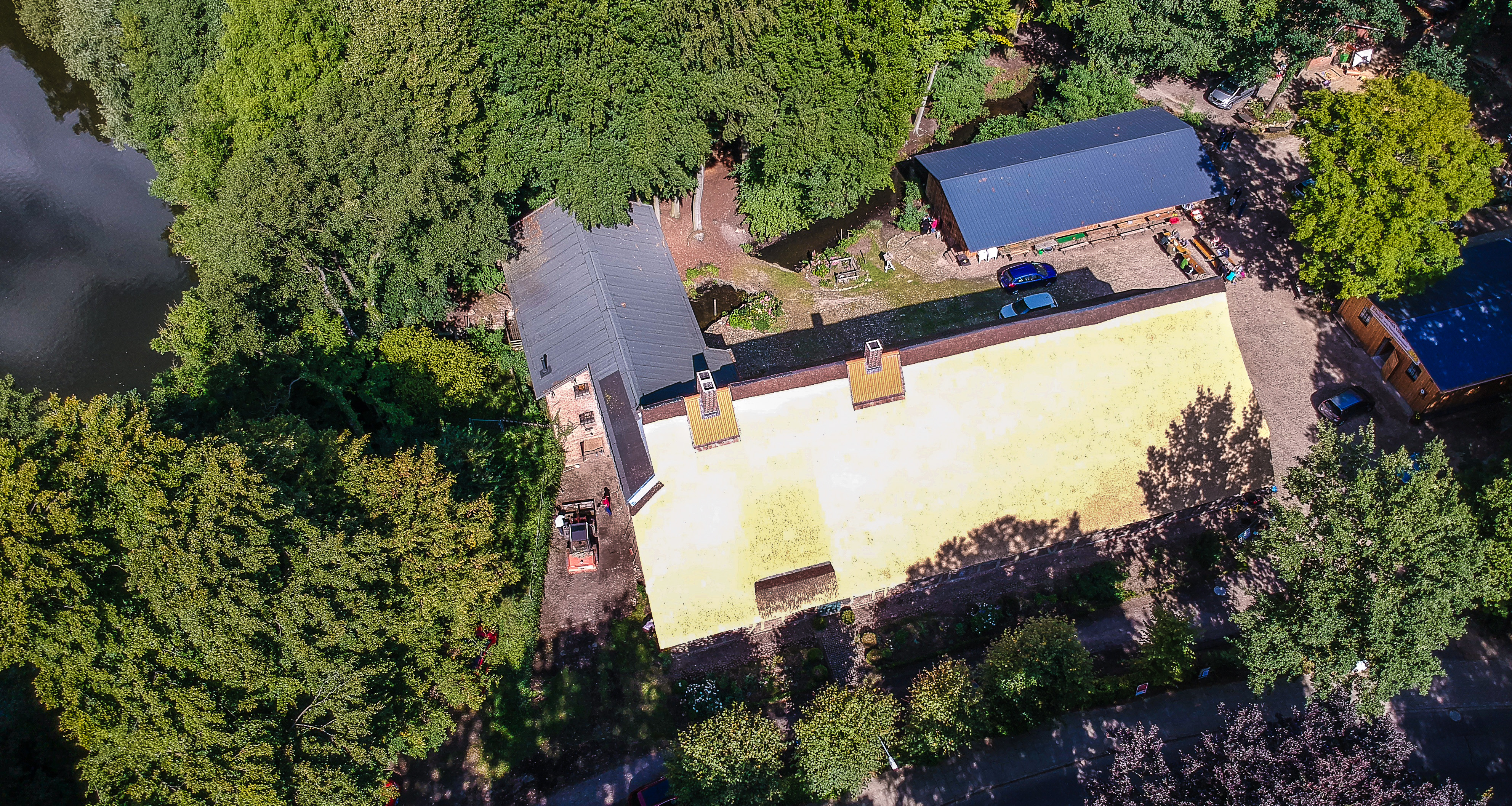
Luftbild des Mühlengeländes, links der Mühlenteich

Das Mühlengelände ist etwa 2,5 Hektar groß. Darauf steht ein Gebäudeensemble, umgeben von Wald und Teichanlagen. Das Hauptgebäude ist ein Wohn- und Wirtschaftsbau von 1817, ein dreigeschossiges reetgedecktes Vierständerhaus mit Stall- und Wohnbereich. Daran angesetzt ist das dreigeschossige Mühlengebäude von 1893 als Klinkerbau mit aufgesetztem Fachwerkgeschoss. Die Wassermühle wurde ursprünglich von fünf bereits im Mittelalter angelegten Fischteichen gespeist. Heute liefert ein 6 Hektar großer Quellteich das Wasser, das über den Karoxbosteler Mühlenbach zum Seevekanal abfließt. Die Mühle verfügt über drei Mahlgänge  und hat ein oberschlächtiges Wasserrad. Ein weiteres Gebäude ist die im Jahr 1900 erbaute Sägerei, die von der Wassermühle angetrieben wurde. Darüber hinaus gibt es ein Backhaus sowie einen Schweinestall aus den 1920er-Jahren.

## Geschichte

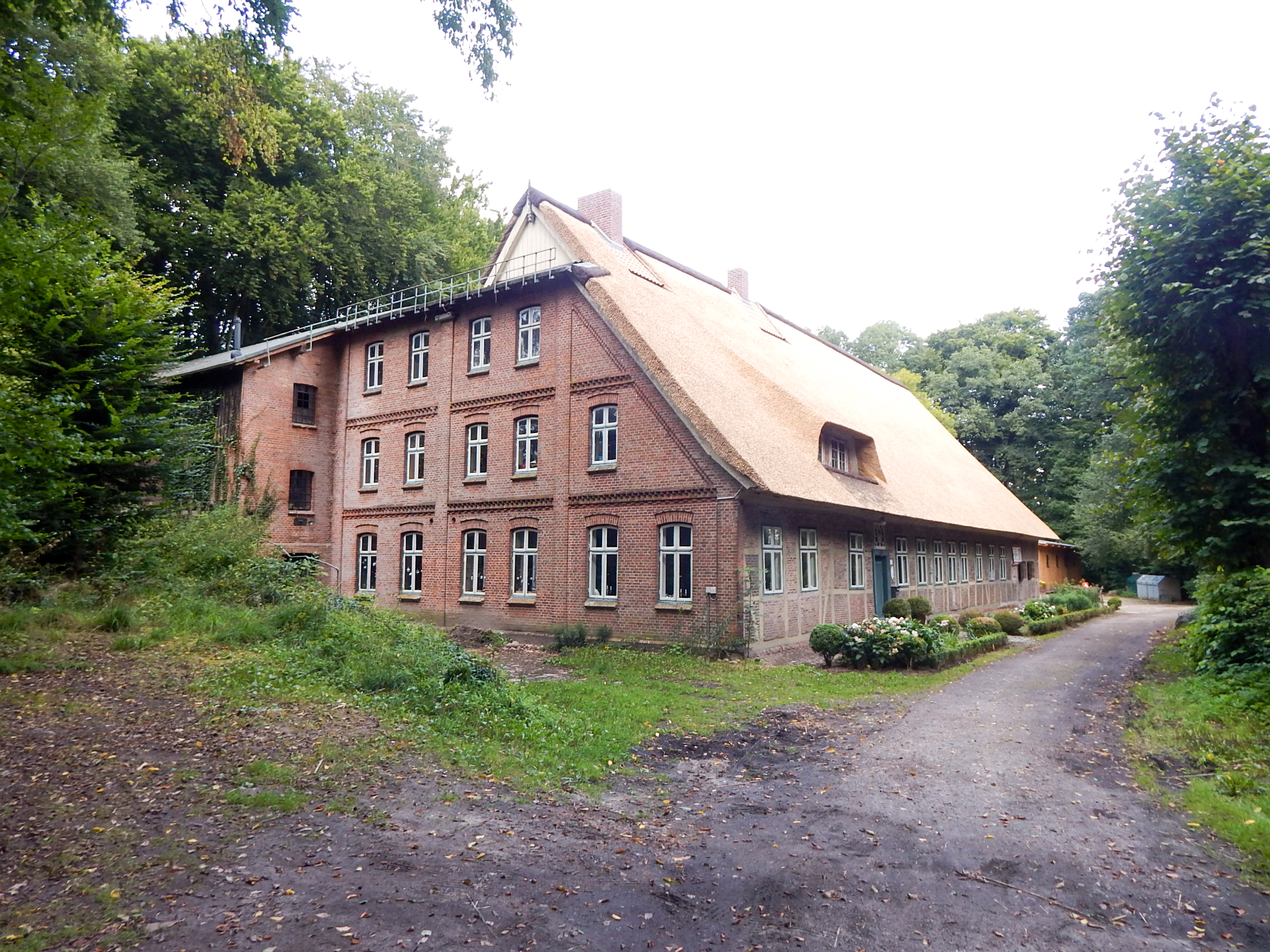
Wohn- und Wirtschaftsgebäude von 1817

Die historische Überlieferung deutet darauf hin, dass die Wassermühle Karoxbostel zwischen 1428 und 1438 von der adeligen Familie von Heimbruch angelegt wurde. Bei der Belehnung der von Heimbruch mit Karoxbostel durch die Herzöge Bernhard und Wilhelm von Braunschweig und Lüneburg im Jahr 1428 wird die Mühle noch nicht erwähnt. 1438 wird sie erstmals urkundlich in einem Rechtsgeschäft zwischen den Gebrüdern Hinrik, Bertold und Ludolff von Heimbruch und dem Dekan der Verdener St.-Andreas-Kirche genannt. Die zur Mühle zugehörige Hofstelle ist bereits seit 1366 belegt. 1603 kam die Mühle nach dem Weggang derer von Heimbruch nach Rethem unter die Grundherrschaft der Harburger Herzöge. 1692 brannte die Mühle ab, wurde aber im selben Jahr wieder aufgebaut. Die ursprünglich unterschlächtige Mühle wurde 1739 zu einer oberschlächtigen Mühle umgebaut.
Die Mühle war bis zur Aufhebung des Mühlenzwangs 1869 eine Zwangsmühle für die abhängigen Bauern in 14 umliegenden Dörfern. Dies sicherte den Wohlstand des Müllers, wodurch sich der Bau des imposanten Haupthauses im Jahr 1817 erklärt. Seit 1783 wurde die Mühle von der Familie Meyer-Denecke betrieben. Da das Hofgrundstück erst in den 1970er-Jahren an die öffentliche Elektrizitätsversorgung angeschlossen wurde, war die Wassermühle bis dahin zur Stromerzeugung in Betrieb.
Bei dem seit Jahrzehnten in einem „Dornröschenschlaf“ befindlichen Anwesen setzte ein stärkerer Verfall der Bausubstanz etwa ab dem Jahr 2002 ein, als Regenwasser durch die Gebäudedächer eindrang. Der betagte Hofbesitzer August-Wilhelm Denecke war mit der Erhaltung überfordert und unternahm keine Rettungsmaßnahmen an den Gebäuden; im Jahr 2011 starb er ohne Erben.

## Restaurierung und Nutzung

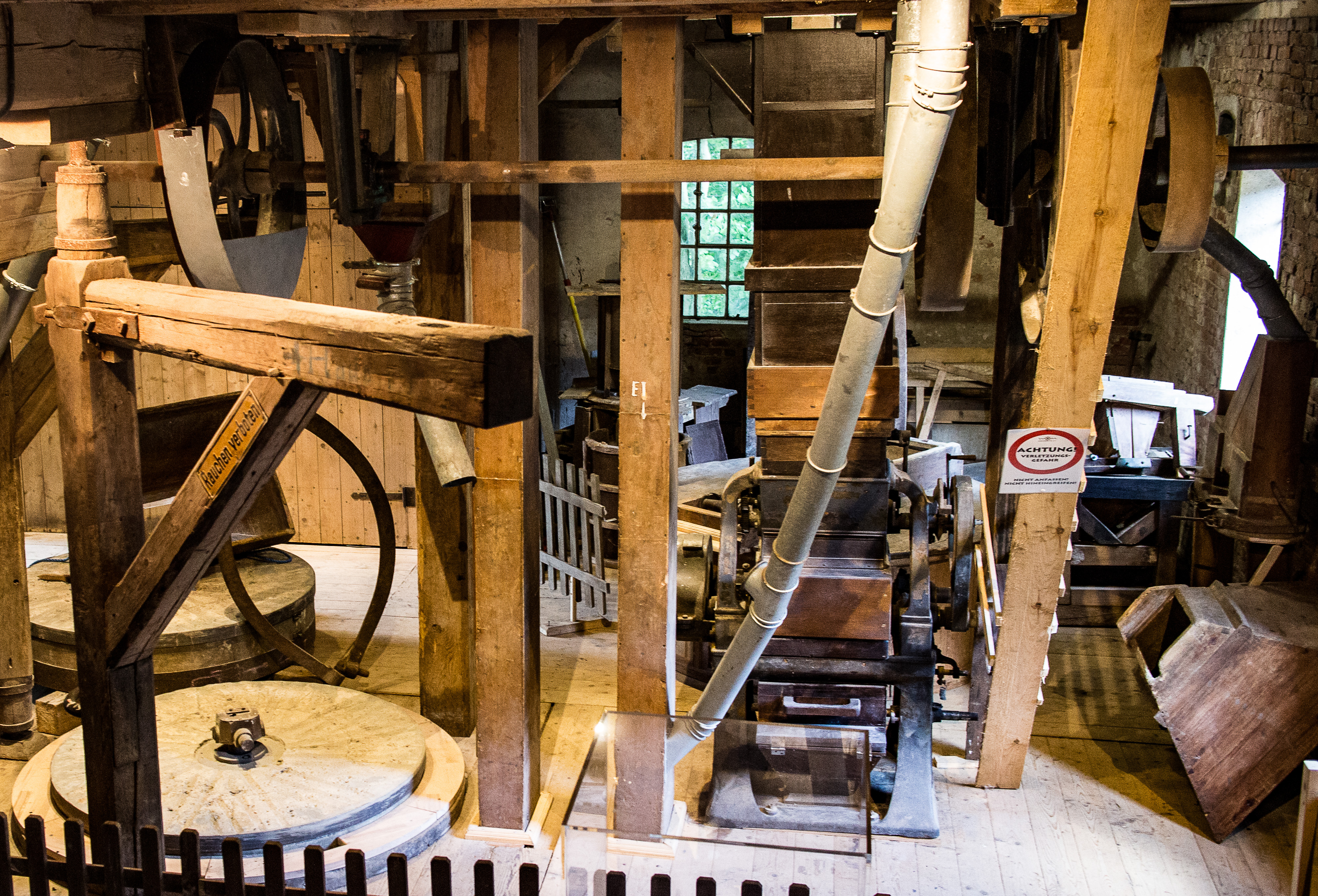
Obergeschoss des Mühlengebäudes nach der Restaurierung

Im Jahr 2012 gründete sich der Verein Wassermühle Karoxbostel, um die Anlage zu erhalten. Der Verein mit anfangs 88 Mitgliedern erwarb noch 2012 das Mühlengelände. Heute (2017) ist er mit rund 1000 Angehörigen der mitgliederstärkste Mühlenverein in Deutschland. Hunderte von Vereinsmitgliedern waren von 2013 bis 2015 an der Restaurierung des stark verfallenen Gebäudeensembles beteiligt. Dafür kamen finanzielle Förderungen von verschiedenen Institutionen und Unternehmen, von staatlicher Seite und auch als Spenden. Im Jahr 2015 waren es 240.000 Euro. Insgesamt sollen es rund 400.000 Euro gewesen sein. 2016 verlieh die Niedersächsische Sparkassenstiftung dem Verein für die Restaurierung des Denkmalensembles den Landespreis für Denkmalpflege. 2017 wurde die Wassermühle Karoxbostel zum außerschulischen Lernort.
Seit dem Tag des offenen Denkmals 2014 wird in der Mühle wieder Getreide gemahlen, das in einem Lehmofen im Backhaus zu Brot gebacken wird. Das Sägewerk ist seit dem Jahr 2016 wieder in Betrieb. 2017 wurde das 200. Jubiläum des Wohn- und Wirtschaftsgebäudes von 1817 begangen.
2017 wurde der Verein für seine bisherigen Leistungen zur Erhaltung der Wassermühle Karoxbostel vom Deutschen Nationalkomitee für Denkmalschutz mit der Silbernen Halbkugel, dem Deutschen Preis für Denkmalschutz, ausgezeichnet.
Auf dem Mühlengelände finden über das Jahr vielfältige Veranstaltungen statt, unter anderem Kulturveranstaltungen und Advents- sowie Weihnachtsmärkte. Jährlich werden der Deutsche Mühlentag und der Tag des offenen Denkmals begangen. Im Mühlengebäude befindet sich ein Trauzimmer des Standesamtes Seevetal.